# Hermarchus novaebritanniae
Hermarchus novaebritanniae är en insektsart som först beskrevs av James Wood-Mason 1877.  Hermarchus novaebritanniae ingår i släktet Hermarchus och familjen Phasmatidae. Inga underarter finns listade i Catalogue of Life.